# Манастир Баваниште
Манастир Баваниште је манастир Српске православне цркве у Епархији банатској који се налази близу Панчева на путу за Ковин, у шуми удаљеној два километра. Манастир је посвећен Рођењу Пресвете Богородице.

## Историја
По народном предању манастир је основан на овим просторима са краја 16. века а помињу га у писанију манастира Пећка патријаршија. Настанак се везује за време српске Деспотовине. Године 1594. године била је буна банатских Срба на челу са епископом вршачким Теодором Несторовићем, због великог зулума и насиља турског.
Манастир је смештен у шуму како не би био на удару разјареним Турцима. Тако прикривен манастир је опстајао до 1716. године, када је спаљен и разорен као и село. Народ се тада разбежао по околним местима, да би се већ следеће године вратио и започео обнову села.

## Изградња
Дубовчани, Гајчани, Доловци, Ковинци и народ преко Дунава спустили су се са брега у мочварну удолину и населили Баваниште. Прво су подигли цркву 1776. године на месту данашњег крста. У рату са Турцима 1788. године храм је запаљен и оштећен а 1790. године је саграђена данашња црква на месту где се и сада налази, првобитно је прекривена шиндром, а 1812. године је постављен цреп.
Манастир „Намастир“, како су мештани звали ову светињу, Водица посвећена Рођењу Богородице је подигнута 1857. године у неоготском стилу (као што говори горњи текст). Као доказ о времену подизања, је факат да се ту налазила чудотворна икона Богородице, дело руку месног иконописца Аксентија Димића из 1857. године. 
Оригинални текст са златне оснивачке плоче пронађене у олтарском делу приликом реконструкције храма 2004.:
| „ | У име с. Троице сазидана е и посвећена, ова капела, Пресветој Богородици лета 1857. За време Г. Комп: Команданта Г. Капета Адолфа Еихбергера, и Госл. Лаитн. Тиме Стојанова. Стефана: Манака: Зарије Сармеш.: Пвтровића. и Г. Г. Пароха Иоана Милковича. Аксентија. л Михаила Димича, трошком ревносног и благ: Обчиества Баванишчанског. | ” |

Капела је била изнутра "бојадисана", а поред Димићеве Богородице украшавале су је и друге слике. Године 1881. приложили су капели на Водици, синови Хаџи Петра Стојановића, "јерусилимску икону".
Од рушења па до обнове народ је долазио на Водицу и молећи се добијао духовну утеху и физичко исцељење. Повише капелице (источно) је била подигнута зграда за коначење, а северозападно зграда за потребе (шупа са шталом).
Увек је било чувара светиње, један је своје кости оставио ту и оформио прво гробље. „Овде почива Раб Божији Јован Јованов би надзиратељ овде капеле пожив 65. г. Представ: 1. дец. 1866. с. диже зет и ћерка“.

## Обнова
Његово Преосвештенство Г. Господин Хризостом 4. децембра 1996. године доноси одлуку на основу чл. 30 Устава Српске православне цркве:
„Обновити давно запустели манастир Баваниште, у близини села Баваништа на месту где је раније исти постојао (сада водица, у народу познат као „Намастир“). Храм у обновљеном манастиру је посвећен Рођењу Пресвете Богородице и мушки је манастир.
Братство се састојало од двојице монаха, јеромонах Рафаило и монах Василије, који су почели са обновом и рестаурацијом саме цркве. Промењена је дрвена конструкција крова и прекривена је бакарним лимом –донација сестара из Баваништа. Унутар храма је урађен под од мермера и доле постављено подно грејање, а зидови припремљени за живопис, који је започео Ђорђе Поповић, теолог из Панчева. Озидана је и часна трпеза које није било и урађен је иконостас са иконама; Господа, Богородице, Св. Јована Крститеља и Св. Архангела Михаила а изнад царских двери велико Распеће (рад оца Стефана – манастир Стубал) које су већим делом замењене новим иконама-рад сестара манастира Гргетег.
Сама зграда за становање-конак је била скромних димензија састојала се од: једне собе 4х4, кухиње 2х4, и оставе 1,6х4m. На предњем делу је дозидана просторија за ручавање и једна соба, а позади је дозидана соба, кухиња и купатило. Осим водице која извире у цркви друге воде није било.
Братство је приступило бушењу бунара јер је била неопходна вода која ће се користити за свакодневне потребе, избушен поред конака а источно од цркве изграђена је фонтана где народ долази и узима воду за своје потребе.
У времену од 1990. године почео је распад Југославије на њене републике, па се и 1999. године десило да је Србија била бомбардована од стране Америке и европских држава. Те године у јесен ударени су темељи новог конака који је био неопходан због већег интересовања за сам монашки живот и због великог броја мирских људи који су и у већем броју долазили у манастир.
Већих донација није било, изузев сестара, те су радови одмицали споро. У току 2000. године изграђен је приземни део конака са првом плочом. Учествовала је братија: Љубомир, Ненад, Живан, Жива и још пар људи. Приликом изливања плоче је учествовало је и двадесетак мештана. Приземље је изграђено 2001. године у јесен а опет је мобом већег броја људи изливена плоча првог спрата. Средстава за дизање крова и кровне конструкције није било, па је рађено на томе да се обезбеди новац и остали материјал.
Због великог прилива народа у манастир осећала се потреба за проширењем самог храма или зидања новог, па се 2002. године приступило доградњи припрате на постојећу цркву, која је завршена до почетка јесени.
Слава манастира је дочекана са изграђеном припратом, спремном за живопис. У позну јесен исте године подигнута је и кровна конструкција попатосана тополовом даском и прекривена тер папиром. У пролеће 2003. године урађен је подрум, изнад је изидана летња кухиња и шупа за угаљ и дрва. До краја јесени конак је прекривен црепом који је био донација „Тозе Марковића“ из Кикинде. Поједине просторије су малтерисане за потребе братства. Са проширењем олтарског дела почето је 2004. године доградњом ђаконик, проскомидије а на челу апсида. Добијен је леп простор око часне трпезе.
У јесен је постављен темељ за звонару и добијено 4,5 хектара шуме око манастира пошто је раније манастиру припадало само 38 ари земље на коме се налази црква и конак. Звонара је озидана 2005. године а горе је стављена дрвена конструкција за ношење звона. Озидане су велика и мала капија са делом зида који се простире лево и десно од капије. У пролеће је почето са живописом трпезарије рад животописаца браће Грастић.
На тераси новог конака 2006. године постављени су прозори и добијен је простор ходника. Парапетни део се затвара бродским подом изнутра а споља дудовом даском. Унутрашње просторије су малтерисане, постављен је паркет у свим собама, сређено је купатило. Почетком године урађена је фасада (са стиропором) а изграђена је посебна просторија са пекарском пећи. У цркви је настављено са живописом (браћа Грастић)...

## Галерија
- Поглед на звоно и манастира
- Продавница где се продају свеће, иконе, тамјан.
- Поглед од горе од самога конака
- Поглед од горе од самога конака
- Извор где народ долази по Свету Водицу
- Отац Рафаило и братија која учествује у изградњи манастира
- Поглед на манастир увече
- Поглед на манастир увече
- Поглед на фонтану
- Данашњи изглед
- Поглед из другог угла
- Улаз у цркву